# Fosbergia
Fosbergia är ett släkte av gentiana inom familjen måreväxter.
Arter inom släktet enligt Catalogue of Life:
- Fosbergia alleizettii
- Fosbergia petelotii
- Fosbergia shweliensis
- Fosbergia thailandica